# Сапарова-Абашидзе, Мария Михайловна
Мария (Мариам, Мако) Михайловна Сапарова (иногда пишут Сафарова)-Абашидзе (груз. მაკო (მარიამ) მიხეილის ასული აბაშიძე; 1860-1940) – грузинская актриса и театральный деятель армянского происхождения, Народный артист Республики (1925).
В 1878 году в Тифлисе была создана грузинская театральная труппа, дававшая спектакли на постоянной основе не реже одного раза в неделю. С самого начала в труппу вошла Мария Сапарова. Была замужем за актёром комедийного дарования Васо Абашидзе, от которого имела дочь Анастасию (Тасо), в будущем Народную артистку Грузинской ССР. С мужем разошлась, пережив бурный период борьбы за дочку. Была театральным антрепренёром. В бизнесе вела себя честно с актёрами и другими сотрудниками, благодаря чему с ней охотно сотрудничали лучшие деятели сцены. Играл в её театре и бывший супруг. Дела её шли в гору, и она арендовала несколько театров, но видимо не правильно оценила перспективы и разорилась. Много внимания уделяла воспитанию дочки, возила её в 1898 году (после финансового краха) для лечения и обучения в Вену и Париж, после чего сама практически не выступала. В 1925 году в ознаменование прошлых заслуг она получила почётное звание Народный артист Республики.
Перевела на грузинский язык несколько пьес русских авторов, в частности, комедию А. Н. Островского и Н. Я. Соловьёва «Счастливый день».
Творческая манера актрисы отличалось выразительностью и высоким реализмом, с успехом играла как комедийные, так и драматические роли: Елена в исторической пьесе Церетели «Кудур-ханум», Машо  в комедии Цагарели «Цимбирели», Наталья в комедии Сундукяна «Хатабала», Лиза в комедии Грибоедова «Горе от ума», Марья Антоновна в комедии Гоголя «Ревизор», Офелия в трагедии Шекспира «Гамлет», Клодина в комедии «Жорж Данден» и Туанетт в комедии «Мнимый больной» Мольера.
А. Н. Островский дал высокую оценку исполнению роли Полины в его пьесе «Доходное место».